# Can't Buy My Love
Albums de Yui
From Me to You
(2006) I Loved Yesterday
(2008)
Singles
1. Good-bye Days
Sortie : 14 juin 2006
2. I Remember You
Sortie : 20 septembre 2006
3. Rolling Star
Sortie : 17 janvier 2007
4. CHE.R.RY
Sortie : 7 mars 2007

Can't Buy My Love est le second album de la chanteuse japonaise Yui sorti le 4 avril 2007.

## Liste des titres
Toutes les paroles sont écrites par Yui, toute la musique est composée par Yui, sauf indication.
| No  | Titre                           | Arrangement(s)           | Durée |
| --- | ------------------------------- | ------------------------ | ----- |
| 1.  | How crazy                       | Suzuki "Daichi" Hideyuki | 3:38  |
| 2.  | Rolling star                    | Suzuki "Daichi" Hideyuki | 3:08  |
| 3.  | It's all right                  | Suzuki "Daichi" Hideyuki | 3:37  |
| 4.  | I remember you                  | Suzuki "Daichi" Hideyuki | 4:05  |
| 5.  | RUIDO (Musique: Kenji Ogura)    | Kenji Ogura              | 0:51  |
| 6.  | CHE.R.RY                        | Suzuki "Daichi" Hideyuki | 3:29  |
| 7.  | Thank you My teens              | Shigezo                  | 2:57  |
| 8.  | Umbrella                        | Suzuki "Daichi" Hideyuki | 4:16  |
| 9.  | Highway chance (Musique: COZZi) | COZZi                    | 3:54  |
| 10. | Happy Birthday to you you       | Suzuki "Daichi" Hideyuki | 4:01  |
| 11. | Winding road                    | Suzuki "Daichi" Hideyuki | 3:39  |
| 12. | Good-bye days                   | Matsuura Akihisa         | 4:33  |
| 13. | Why?                            | Suzuki "Daichi" Hideyuki | 3:13  |

### Version Limitée
La version limitée de Can't Buy My Love contient un DVD dans lequel on retrouve les clips :
- Feel my soul
- Tomorrow's Way
- Life
- Tokyo